# 穆尼爾·賽義德·塔利卜
穆尼尔·赛义德·塔利卜（1965年12月8日—2004年9月7日）是一位印度尼西亚人權和反贪腐活动家。他曾创办“Kontras”人权组织，并于2000年获颁正確生活方式獎。2004年，穆尼尔乘飞机前往荷兰乌特勒支大学，准备攻读国际法和人权的硕士学位，結果在航班上遇刺身亡。